# Холоповиці (Гатчинський район)
Холоповиці (рос. Холоповицы) — присілок у Гатчинському районі Ленінградської області Російської Федерації.
Населення становить 89 осіб. Належить до муніципального утворення Гатчинський муніципальний округ.

## Географія
Населений пункт розташований на південній околиці міста Санкт-Петербурга.

## Історія
Згідно із законом від 16 грудня 2004 року № 113—оз належить до муніципального утворення Єлизаветинське сільське поселення. 13 травня 2024 у зв'язку з ліквідацією Єлизаветенського сільського поселення увійшло до Гатчинського муніципального округа.

## Населення
| 2007 | 2010 | 2017 |
| ---- | ---- | ---- |
| 74   | ↘54  | ↗89  |